# Siles
Siles é um município da Espanha na província de Jaén, comunidade autónoma da Andaluzia, de área 175 km² com população de 2466 habitantes (2007) e densidade populacional de 13,92 hab/km².

## Demografia
| Variação demográfica do município entre 1991 e 2004 | Variação demográfica do município entre 1991 e 2004 | Variação demográfica do município entre 1991 e 2004 | Variação demográfica do município entre 1991 e 2004 |
| --------------------------------------------------- | --------------------------------------------------- | --------------------------------------------------- | --------------------------------------------------- |
| 1991                                                | 1996                                                | 2001                                                | 2004                                                |
| 2944                                                | 2871                                                | 2471                                                | 2473                                                |